# Newtownmountkennedy
Newtownmountkennedy (in irlandese: Baile an Chinnéidigh che significa "città di Kennedy") è una cittadina nella contea di Wicklow, in Irlanda.